# 西尾理化学機械製作所
西尾理化学機械製作所（にしおりかがくきかいせいさくしょ）とは、かつて朝日屋に勤め、雑誌「科学と模型」に1/40 32mmの参急、新京阪、阪和などの電車の製作記事を執筆していた西尾音吉によって創業された模型製作会社。
1937年西尾音吉模型工場を設立し鉄道模型製作を始める。当時販売された鉄道模型は電気機関車が主で客車には手が回らなかった。あっても千代田計器工作所の高価なもの（1両60円）しかなかった。西尾の客車は1両7円で販売した。内装も床下機器も無く車体はトタン製全体に簡略化されていたがスケールに忠実で雨樋もありドアも開閉可能、見せ所はおさえてあり人気はあったという。しかし戦争が進むと金属の鉄道模型は製作できなくなり1940年に鉄道模型製作は終わることになる。以降西尾は戦中戦後に小学校の理科教材を製作し鉄道模型業界から離れることになった。製造されていた模型類は、元々生産数は少なく、戦中・戦後の混乱期を経て現存するものは少ない。西尾は趣味として鉄道模型は続け、1983年『機玄　機械美のルーツと機関車や機械を創る時の働き』を発行。このなかで模型は模型にあらず創作であるとして「ディテールを考えるより、いかに省略するかを考えるべき」それは「ベンチレータも床下機器も省略する」という徹底ぶりで「軌車の美は、簡素に白木を組んだ神社や能舞台のような美しさ」という鉄道模型にたいする考えを示している。